# Gia Paloma

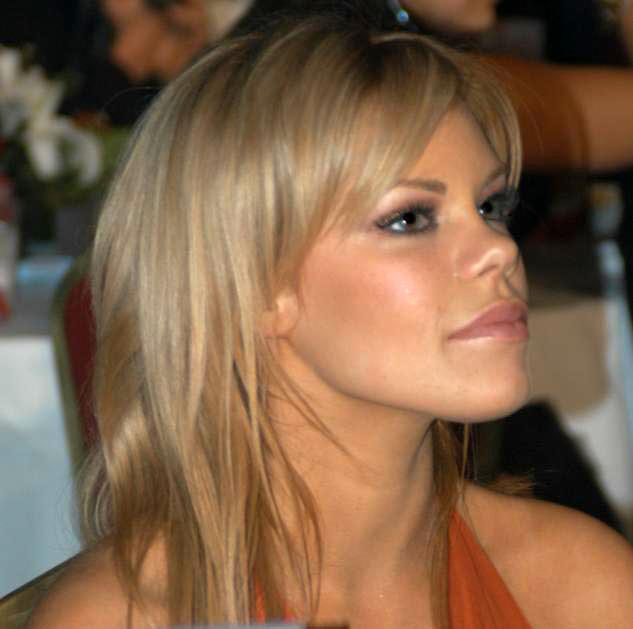
Gia Paloma (2008)

Gia Paloma (* 27. Juni 1984 als Karen Christine Catanzaro in Diamond Bar, Kalifornien) ist eine US-amerikanische ehemalige Pornodarstellerin und -regisseurin.

## Leben
Gia Paloma wuchs in der Stadt Walnut in Kalifornien auf. Sie ist italienischer Abstammung. 2003 begann sie Pornofilme zu drehen. Ihr Künstlername leitet sich einerseits vom Film Gia – Preis der Schönheit ab, der das Leben der Gia Carangi behandelt, andererseits von  Pablo Picassos Tochter Paloma. Laut IAFD hat sie im Laufe ihrer Pornokarriere in ca. 350 Filmen mitgewirkt. Sie zeigte in ihren Pornofilmen aggressivere Spielarten des Sex, wie z. B. Deepthroating, Doppelpenetration und Bondage. 2005 ließ sie ihre Brüste vergrößern.
Gia Paloma wurde 2004 mit dem Cyberspace Adult Video Reviews (CAVR) Award als beste weibliche Darstellerin ausgezeichnet. Sie erhielt 2005 ferner den AVN Award in der Kategorie Best All-Girl Sex Scene für die Teilnahme an einer Szene in dem Film The Violation of… Audrey Hollander und erhielt für die Teilnahme an einer Girl/Girl-Szene im selben Film den XRCO Award. Neben ihrer Tätigkeit als Darstellerin führte sie Regie in vier Porno-Filmen der Serie Nasty, Hard Sex, in denen sie auch mitspielte.
Seit 2007 ist sie nicht mehr als Porno-Darstellerin aktiv. 2010 hatte sie die Rolle der Annie in dem Horrorfilm Contagion von John Lechago, der vorher unter dem Namen Bio Slime lief.

## Ehemänner

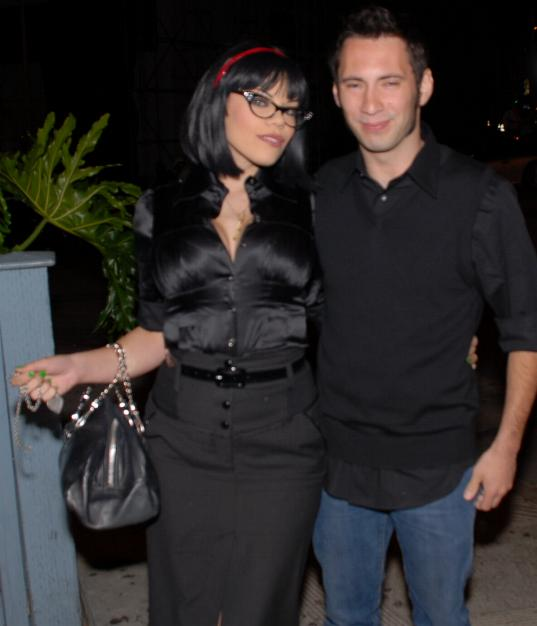
Gia Paloma mit ihrem früheren Ehemann Tommy Pistol (2007)

Gia Paloma heiratete am 10. Oktober 2005 den Pornodarsteller Coffee Ron in Las Vegas. Die Ehe wurde im Jahr 2007 geschieden. Am 8. Dezember desselben Jahres heiratete sie ihren Kollegen Tommy Pistol. Seit August 2008 haben die beiden einen gemeinsamen Sohn. 2013 wurde auch diese Ehe geschieden.

## Filmografie (Auswahl)

### Pornofilme
- 2003: Big Wet Asses
- 2003: Girlvert 5
- 2004: The Violation of… Gia Paloma
- 2004: The Best of Gia Paloma vs. Missy Monroe
- 2004: Dementia 1
- 2005: Jack’s Big Ass Show 5
- 2006: Big Wet Tits 3
- 2008: Ass Traffic

### Filme
- 2010: Contagion (Horrorfilm)

## Auszeichnungen & Nominierungen

### Auszeichnungen
- 2004: CAVR Award: Female Performer of the Year
- 2005: AVN Award in der Kategorie Best All-Girl Sex Scene im Film The Violation of Audrey Hollander
- 2005: XRCO Award in der Kategorie Best Girl/Girl Scene im Film The Violation of Audrey Hollander

### Nominierungen
- 2005: AVN-Award-Nominierung - Best Actress - Video
- 2005: AVN-Award-Nominierung - Best Anal Sex Scene - Video
- 2005: AVN-Award-Nominierung - Best New Starlet
- 2005: AVN-Award-Nominierung - Best Solo Sex Scene
- 2005: AVN-Award-Nominierung - Most Outrageous Sex Scene
- 2006: AVN-Award-Nominierung - Best Actress - Video
- 2006: AVN-Award-Nominierung - Best Group Sex Scene - Video
- 2006: AVN-Award-Nominierung - Female Performer of the Year
- 2006: AVN-Award-Nominierung - Most Outrageous Sex Scene